# Штурм (журнал)
«Штурм» — літературно-мистецький та громадсько-політичний місячник, орган Дніпропетровської обласної організації Спілки радянських письменників України.
Виходив у Дніпропетровську 1935 — 37, по ліквідації літературної організації ВУСПП і закритті журналу «Зоря»; головний редактор І. Ткачук; друкувалися переважно місцеві автори без уваги на національність. Журнал тримався партійної лінії. Вийшло 28 чисел.